# 아에로스파시알 SA 330 퓌마
아에로스파시알 SA 330 퓌마(Aérospatiale SA 330 Puma)는 프랑스 아에로스파시알 사가 제작한 중형 다목적 헬리콥터이다. 최대이륙중량 7톤으로 한국의 수리온(8톤)은 이 계열의 기체이다.

## 실전기록

### 프랑스
1979년 9월, 퓨마헬기 4대는 바라쿠다 작전에서 프랑스군을 수송했다. 1966년 쿠데타로 집권한 중앙아프리카 공화국의 장베델 보카사 대통령을 다비드 다코의 1979년 9월 20일 무혈 쿠데타로 축출했다. 옛 종주국 프랑스군이 바라쿠다 작전으로 무혈 쿠데타를 도왔다.
퓨마 헬기는 프랑스 대통령 전용헬기로 사용되었다. 이후에 유로콥터 AS332 슈퍼퓨마가 사용되었다.
1991년 걸프전에서 GPS를 장착한 퓨마 헬기가 투입되었다. 당시는 GPS를 잘 모르던 시절이다.
2016년 기준으로, 프랑스 공군에 20대의 퓨마 헬기가 남아있다.

## 제원 (SA 330H)
일반 특성
- 승무원: 3명
- 수용량: 16명
- 길이: 59 ft 6½ in (18.15 m)
- 로터직경: 49 ft 2½ in (15.00 m)
- 높이: 16 ft 10½ in (5.14 m)
- 원판면적: 1,905 ft² (177.0 m²)
- 공허중량: 7,795 lb (3,536 kg)
- 최대이륙중량: 15,430 lb (7,000 kg)
- 엔진: 2× 터보메카 Turmo IVC 터보샤프트, 1,575 hp (1,175 kW) 각각

성능
- 초과금지속도: 147 노트, 169 mph (273 km/h)
- 최대속도: 138 노트, 159 mph (257 km/h)
- 순항속도: 134 노트, 154 mph (248 km/h) econ cruise
- 항속거리: 313 해리, 360 마일 (580 km)
- 상승한도: 15,750 ft (4,800 m)
- 상승률: 1,400 ft/min (7.1 m/s)

무장
- 기관포:
  - Coaxial 7.62 mm (0.30 in) 기관총
  - Side-firing 20 mm (0.787 in) 기관포
- 기타

## 같이 보기
- AH-2 루이발크
- 유로콥터 AS332
- 유로콥터 AS532 쿠거
- 유로콥터 EC225
- 유로콥터 EC725
- IAR-330
- 밀 Mi-8
- NH인더스트리스 NH90